# キカシグサ属
キカシグサ属（キカシグサぞく、Rotala）は、ミソハギ科に分類される植物の属。水草や湿生植物が多く含まれており、アクアリウムで用いられることも多い。なおその際は、学名のロタラで呼ばれることも多い。

## 種
日本には6種が知られている。代表的なものを挙げる。
キカシグサ R. indica (Wild.) Koehne var. uliginosa (Miq.) Koehne
日本全土、おもに水田に見られる普通種。
ミズキカシグサ R.  littorea (Roxb.) Koehne
本州以南の水田。ごく細い葉を輪生する。
ミズマツバ R. pusilla Tulasne
本州以南の水田、おもに水田に見られる普通種。
ミズスギナ R. hippuris
日本固有種。茎の周りを疎らに細長い松葉のような葉が取り囲む。スギナのような外観を持つことからミズスギナと呼ばれる。牧野富太郎が1898年に発見。関東周辺にも生息していたが、現在は環境破壊により消失。現在は南日本を中心に分布。

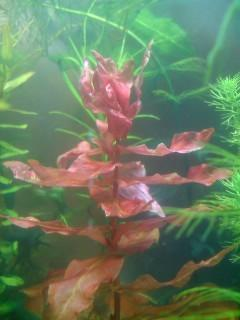
ロタラ・マクランドラ
水中葉の水槽中での様子。

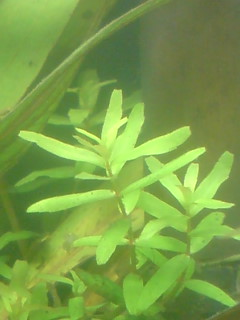
ロタラ・マクランドラ
水中葉の水槽中での様子。

以下はアクアリウムプラントとして栽培されるもの。
ロタラ・インディカ R. indica
アジア原産。代表的なロタラのひとつ。細い茎に細かい葉を付ける。葉は対生。光量や肥料といった条件によって葉の色を変化させるが、上手に育てれば鮮やかな赤色の葉になる。ロトンディフォリアに似るが、こちらの方が葉が小型で赤みが強い。
ロタラ・ロトンディフォリア R. rotundifolia
アジア原産。代表的なロタラのひとつ。日本にも自生し、和名はホザキキカシグサ。明るめの環境で育成すると、葉が赤みを帯びる。インディカに似るが、こちらの方が少し大きく赤みは淡い。
ロタラ・グリーン R. sp.
日本原産。グリーンロタラともいう。ロトンディフォリアの地域変種といわれているが、こちらは赤くならず、栽培条件に左右されずに黄緑色の葉を持つ。
ロタラ・マクランドラ R. macranda
アジア原産。レッドリーフバコパともいわれるが、バコパの仲間とは関係なく、姿が似ているためにそう呼ばれる。鮮やかな赤色をした柔らかい葉を、長く伸びる茎の周りに茂らせ、とても美しい水草だが。育成は難しいといわれている。
グリーン・マクランドラ R. sp.
インド原産。マクランドラに似ているために「グリーン～」と名があるが、別種であると考えられている。マクランドラより少し小型で、あまり赤くはならず、黄緑色を基調とした葉を持つ。頭頂部や葉の裏が、薄く淡いピンク色になることはある。
リスノシッポ R. wallichii
東南アジア原産。細長く伸びた茎の周りに、フサフサとした毛玉のような葉を茂らせる姿がリスの尾を連想させるため、こう呼ばれる。学名から「ロタラ・ワリッキー」ともいわれる。葉は赤～赤茶色に染まる。人気がある為に流通量も多いが、育成は難しい。

## 人間との関わり
キカシグサ属の種の多くは、稲作農家にとっては厄介な水田雑草である。ただし環境破壊などにより生息地は縮小傾向にあり、個体数は減少している。ミズキカシグサなど数種は、レッドデータブックに記載されている絶滅危惧種となっている。

## アクアリウムでの利用
水中葉が美しく、丈夫で使いやすい種も多いため、アクアリウムにて栽培される場合もある。例を挙げれば、水草をレイアウトした水槽で茂みを作る際などに利用される。

### 流通・入手
主にファームで栽培されたものが出回っているが、現地で採集されたものも出回る。比較的ポピュラーな水草であり、多くのアクアショップで販売されている。

### 栽培
有茎草と呼ばれる、茎の周りに葉を付けて、上方に伸びて行くタイプの草である。この仲間は、頭頂部を切り取ると、断面付近から二又に分かれた新芽を出し、分岐しながら成長するという特徴を持つものが多い。そのため、水槽の中ほどから後ろの方に、葉が密になった茂みを作る際などに使用されることが多い。数回ほどカットを繰り返して、新芽の分岐を作り続けると、株の根元から弱ってくるので、弱ってきたら、茎差しを行い、新たな根が張るまで待つとよい。繁殖は茎差しにより行う。丈夫で成長の早い種も多いが、育成が難しい種も存在する。